# R. K. Laxman
Rasipuram Krishnaswami Iyer Laxman, dit R. K. Laxman (1921-2015) est un dessinateur humoristique et auteur de bande dessinée indien. 
Il est surtout connu pour avoir créé en 1951 le comic strip You Said It dont le personnage principal, The Common Man (en), a incarné durant une cinquantaine d'années les soucis de l'Indien moyen.